# قتل‌عام مانیل
قتل‌عام مانیل (فیلیپینی: Pagpatay sa Maynila) همچنین تجاوز به مانیل شامل جنایاتی بود که علیه فیلیپینی‌های غیرنظامی در مانیل در طی نبرد مانیل (۱۹۴۵) (۳ فوریه ۱۹۴۵–۳ مارس ۱۹۴۵) و در جریان جنگ جهانی دوم رخ داد. تعداد کل غیرنظامیانی که در جنگ مانیل کشته شدند به‌طور تخمینی حدود ۱۰۰۰۰۰ نفر بوده‌است.
قتل‌عام مانیل یکی از چندین جنایات جنگی ژاپن بود که توسط نیروی زمینی امپراتوری ژاپن انجام شد. در دادگاه نظامی پس از جنگ که در اکتبر ۱۹۴۵ آغاز شد، ژنرال فرمانده ژاپنی یاماشیتا تومویوکی، و رئیس ستاد وی موتو آکیرا، مسئول قتل‌عام و سایر جنایات جنگی شناخته شدند. علی‌رغم شواهد گسترده‌ای که نشان می‌داد یاماشیتا نه از چنین قتل‌هایی اطلاع داشته و نه تأیید کرده‌است، یاماشیتا در ۲۳ فوریه ۱۹۴۶ و موتو در ۲۳ دسامبر ۱۹۴۸ اعدام شدند.